# Famicom Disk System

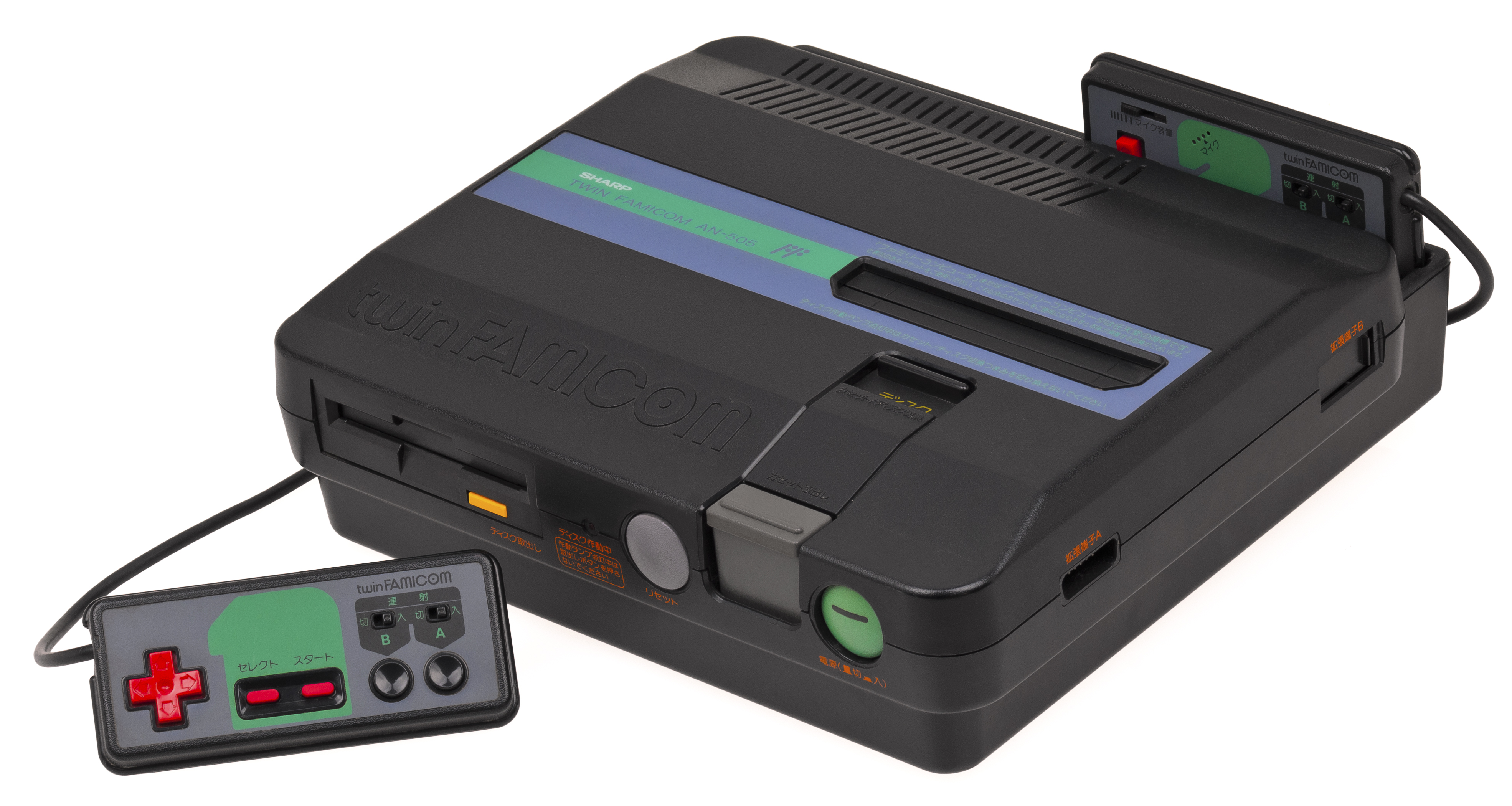
Das in Lizenz von Sharp hergestellte Twin-Famicom vereint beide Geräte in einem Gehäuse.

Das Family Computer Disk System, oft auch kürzer als Famicom Disk System (FDS) bezeichnet, ist ein Diskettenlaufwerk für die Spielkonsole Famicom (in Europa und den USA in modifizierter Form als Nintendo Entertainment System veröffentlicht) und erschien am 21. Februar 1986 zu einem Preis von etwa 15.000 Yen ausschließlich in Japan.
Das Famicom Disk System wurde über den Modulschacht der Konsole angeschlossen und konnte Spiele von 3-Zoll-Disketten (Disks) abspielen. Diese Datenträger hatten im Gegensatz zu Modulen den Vorteil, wesentlich günstiger zu sein. Die Spieledisketten waren auf zwei Arten zu erwerben: Zum einen gab es sie gewöhnlich in einer kleinen Kunststoffschachtel mit Cover und Anleitung zu kaufen, zum anderen konnte man sich für wenig Geld eine leere Disk kaufen und an einem Automaten namens Disk Writer gegen ein geringes Entgelt selber ein Spiel auswählen und auf den Datenträger schreiben lassen. Die Daten konnten jederzeit wieder gelöscht und durch ein anderes Spiel ersetzt werden. Ein weiterer Vorteil war, dass dank der beschreibbaren Medien viele Spiele eine Speichermöglichkeit boten, während außerhalb von Japan zunächst entweder mit einem kleinen RAM mit Batterie-Puffer gearbeitet werden musste oder gar keine Speichermöglichkeit bestand und somit auf Passwortsysteme zurückgegriffen wurde, um den Spielfortschritt darzustellen. Als Beispiele seien hier Excitebike, Kid Icarus oder die ersten beiden Spiele der Castlevania-Reihe genannt.
Da mit den Disks aber nur ein geringer Gewinn für die Hersteller zu erzielen war, setzten nur wenige ihre Entwicklungen exklusiv für das Disk System um. Viele veröffentlichten die Spiele sowohl als Modul als auch als Disk oder ließen das Laufwerk gänzlich außer Acht. Trotzdem verkaufte sich das Famicom Disk System etwa 4,5 Millionen Mal. Zudem erschienen einige der bekanntesten Spieleklassiker in Japan exklusiv auf FDS-Disks.

## Bekannte Spiele

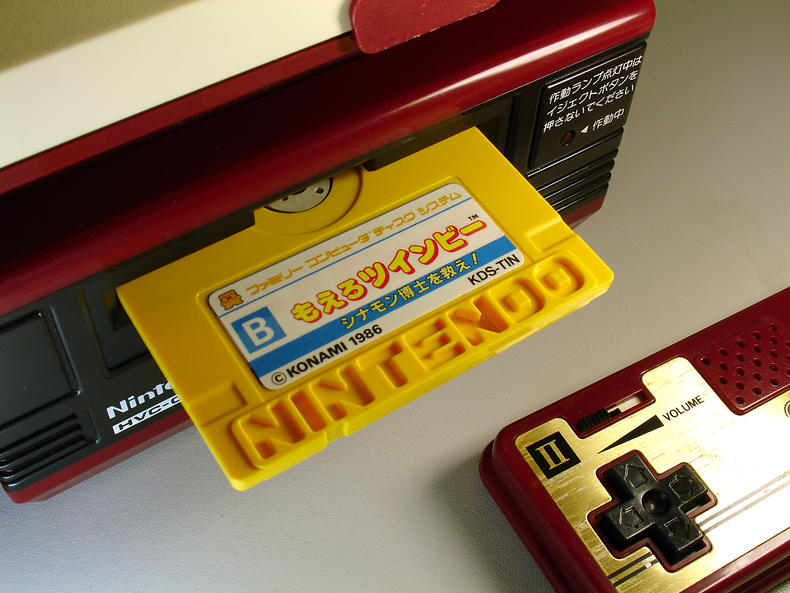
FDS mit gelber Spielediskette und Spielecontroller. Einige Buchstaben im Nintendo-Schriftzug der Diskette sind als Kopierschutzmaßnahme vertieft.

Eine Auswahl an bekannten Spielen, welche für das Famicom Disk System erschienen sind:
- Akumajō Dracula (Castlevania)
- Dracula II: Noroi no Fūin (Castlevania II: Simon’s Quest)
- Yume Kōjō: Doki Doki Panic
- Excitebike
- Hikari Shinwa: Parutena no Kagami (Kid Icarus)
- Metroid
- Super Mario Bros.
- Zelda no Densetsu (The Legend of Zelda)
- Rinku no Bōken (Zelda II: The Adventure of Link)